# Belpamela
Die Belpamela war ein Schwergutfrachter der norwegischen Reederei Belships. Das Schiff sank am 11. April 1947 auf der Reise von New York nach Cherbourg im Atlantik, nachdem die Ladung von 17 Lokomotiven durch Schlechtwetter verrutscht war.

## Das Schiff
Die Belpamela war ein Schwergut-Motorfrachtschiff mit zwei Drittel vorne angeordneten Aufbauten und achtern gelegener Maschine. Sie verfügte über zwei große Laderäume mit besonders großen Luken und verstärkter Tankdecke. Das Schiff mit einer Tragfähigkeit von etwa 4.500 Tonnen war auf den Transport extrem schwerer oder besonders sperriger Ladungen an Deck vorbereitet. Das Ladegeschirr bestand dementsprechend aus sechs 5-Tonnen-Ladebäumen, einem 30-Tonnen-Schwergut-Ladebaum und einem 100-Tonnen-Schwergutbaum. Für das Bewegen und Stauen der sperrigen schweren Kolli war die Belpamela darüber hinaus in den Luken mit Schienen und an Deck mit mehreren Dampf- und Elektrowinden ausgerüstet. Die Laderäume waren durch ein herausnehmbares Schott getrennt, um überlange Einheiten im Raum verstauen zu können.

## Geschichte

### Vorkriegszeit

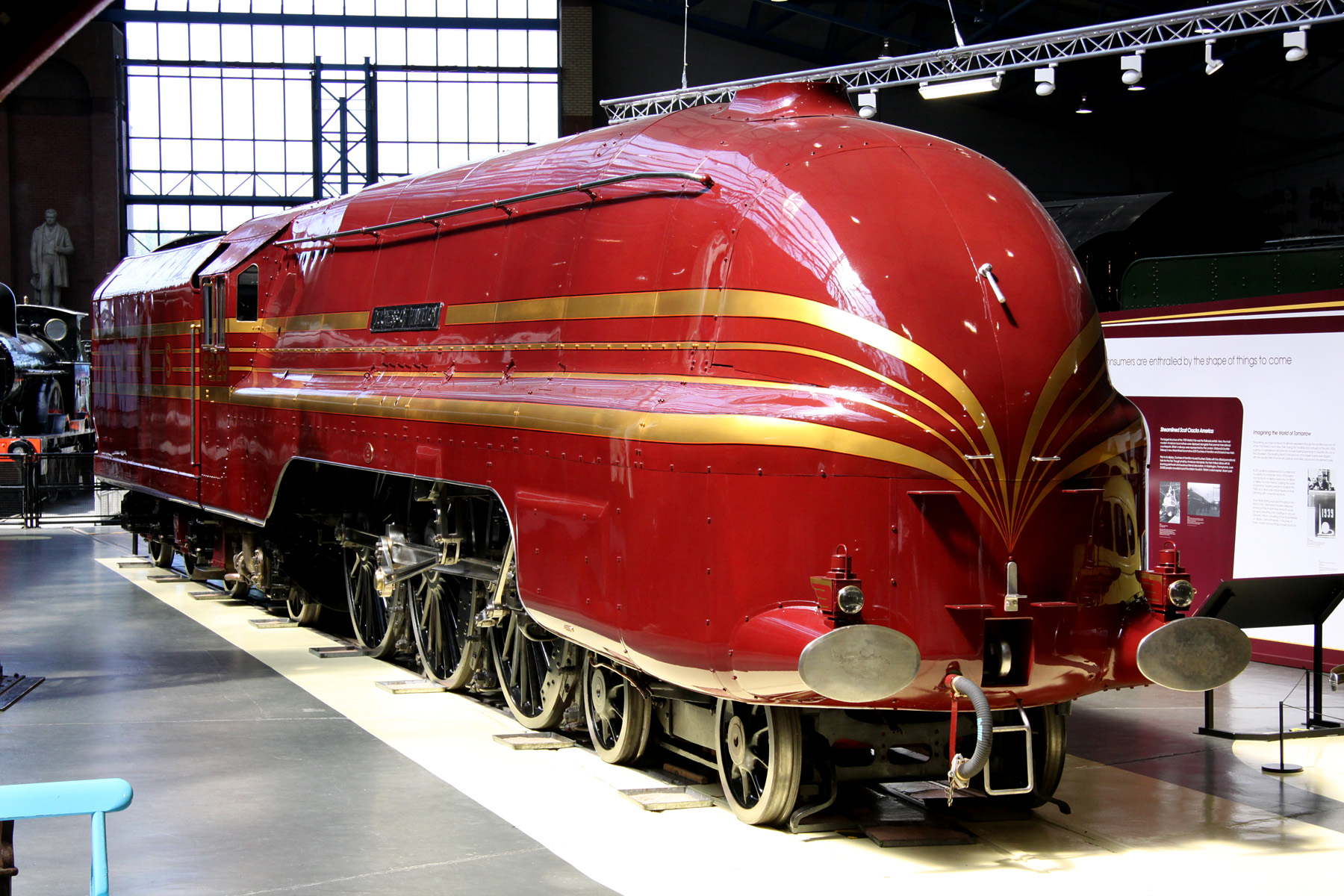
Stromlinienförmig verkleidete Lokomotive der LMS Coronation Class eines Coronation-Scot-Zugs

Die Belpamela wurde im Februar 1928 als Baunummer 1028 der Armstrong-Whitworth-Werft in High Walker gebaut. Sie war das Typschiff zweier baugleicher Schiffe der Reederei. Eigner des Schiffes war die Rederiet Belmoira A/S in Oslo, die Bereederung erfolgte durch Christen Smith in Oslo. Beschäftigt wurde das Schiff in der weltweiten Schwergutfahrt. Typische Ladungen bestanden besonders aus Lokomotiven und Bahnwagen, es wurden aber auch Feuerschiffe, Leichter und andere kleinere Wasserfahrzeuge, Flugzeuge oder Industrieanlagen aller Art, wie beispielsweise Ölbohrtürme usw. befördert. Aufgrund der unüblichen Ladungen wurde des Öfteren in Zeitungen, Magazinen und vereinzelt auch in Wochenschauen über die Einsätze des Schiffes berichtet. Im Oktober 1935 wurde das Schiff auf die Skips A/S Belships Company Limited in Oslo übertragen, an der Bereederung durch Christen Smith änderte sich nichts. Eine bemerkenswerte Ladung war ein stromlinienförmiger Coronation-Scot-Zug, den die Belpamela im Februar 1939 von Großbritannien zu einer Ausstellung in Baltimore transportierte.

### Während des Zweiten Weltkriegs
Anfang März 1940 wurde die Belpamela zusammen mit dem von Baltimore nach Malmö fahrenden schwedischen Dampfer Lagaholm von den Royal-Navy-Einheiten HMS Northern Sky und HMS Northern Princess zur Durchsuchung auf Konterbande nach Kirkwall beordert. Am frühen Morgen des 2. März wurde die Belpamela von U 32 mit drei Torpedos beschossen, die alle vorzeitig zündeten. In einem zweiten Angriff um 07:15 Uhr stoppte U 32 die Lagaholm und versenkte sie mit der Bordkanone, als deren Mannschaft schon in den Rettungsbooten saß. Die Besatzung wurde von der Belpamela aufgenommen und nach Kirkwall und North Ronaldsay gebracht. Am 12. Juli 1940 kam die Belpamela unter deutsche Kontrolle.
Am 2. April 1945 griffen von Schottland kommende Mosquito-Jagdbomber Schiffe an, die zur Reparatur in der Werft Framnæs Mekaniske Værksted in Sandefjord lagen. Dabei wurden die Concordia und die William Blumer versenkt, die Belpamela wurde zusammen mit der Hektor, der Shios Espana und der Kattegat beschädigt. Man schleppte die Belpamela zur erneuten Reparatur nach Oslo, wo ihre Fertigstellung durch einen Sprengstoffanschlag bis zum Kriegsende verzögert wurde.

### Nachkriegszeit

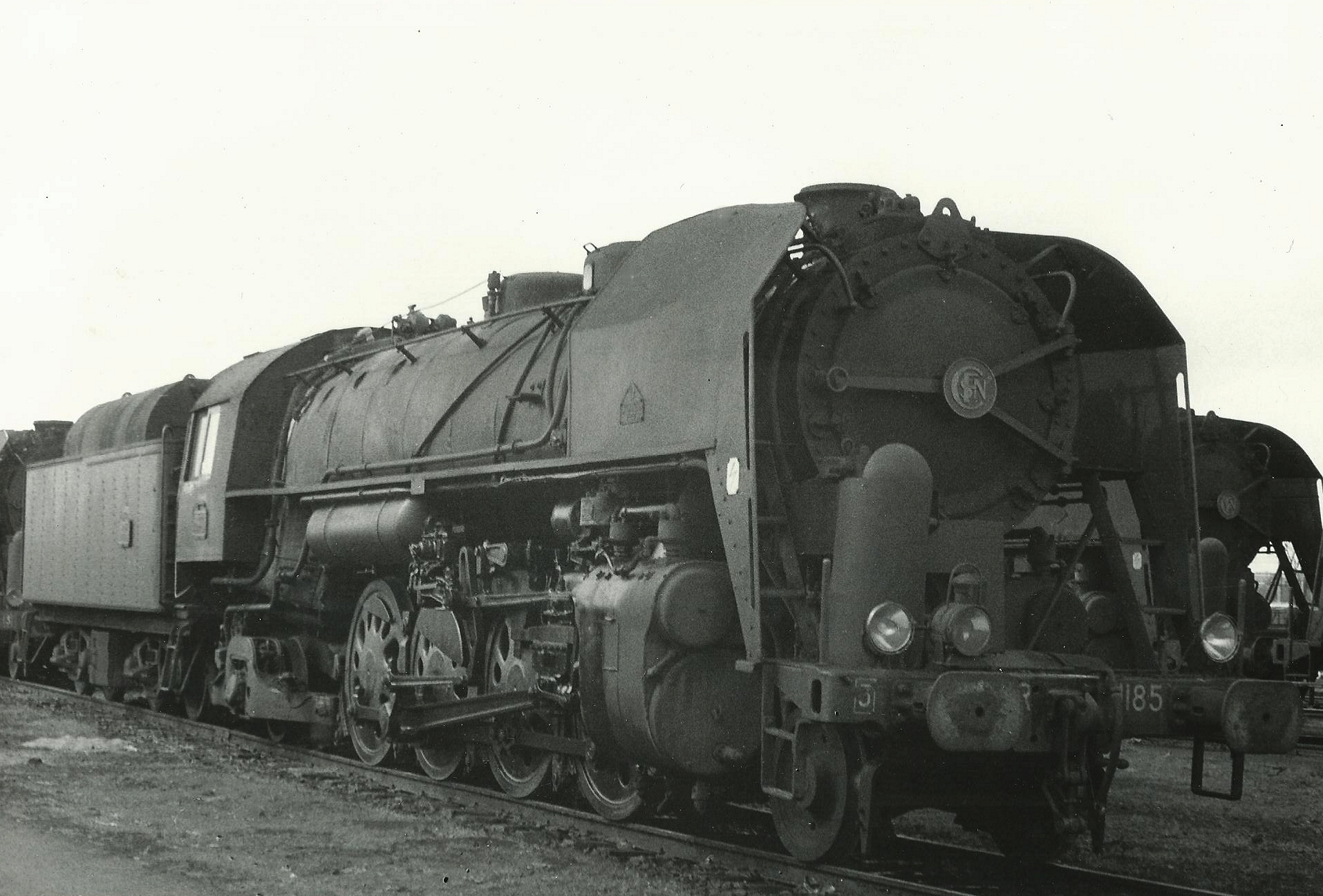
Eine Mikado der SNCF-Baureihe 141 R in Rennes (1969)

Nach Kriegsende wurde das Schiff repariert und setzte seine weltweite Schwergutfahrt fort. Besonders breiten Raum nahm ein Großauftrag der SNCF ein, die insgesamt 1340 Lokomotiven des Typs 141 R (Mikado) bei US-amerikanischen und kanadischen Lokomotivenherstellern geordert hatte, um die Kriegsverluste auszugleichen. Im April 1947 befand sich die Belpamela mit 17 dieser Lokomotiven, den Nummern 1220 bis 1235 und 1241 vom Hersteller Montreal Locomotive Works, auf einer Reise von New York nach Cherbourg. Auf dem Atlantik vor der Küste Neufundlands geriet das Schiff in ein schweres Schlechtwetter, bei dem die Lokomotiven verrutschten und das Schiff leckschlugen. Das Schiff sank auf der Position 37° 44′ N, 53° 3′ W, wobei neun Besatzungsmitglieder ums Leben kamen.